# مارينر 5

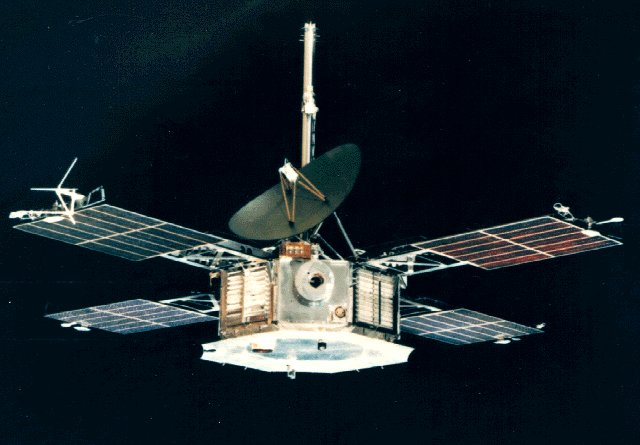
مارينر 5

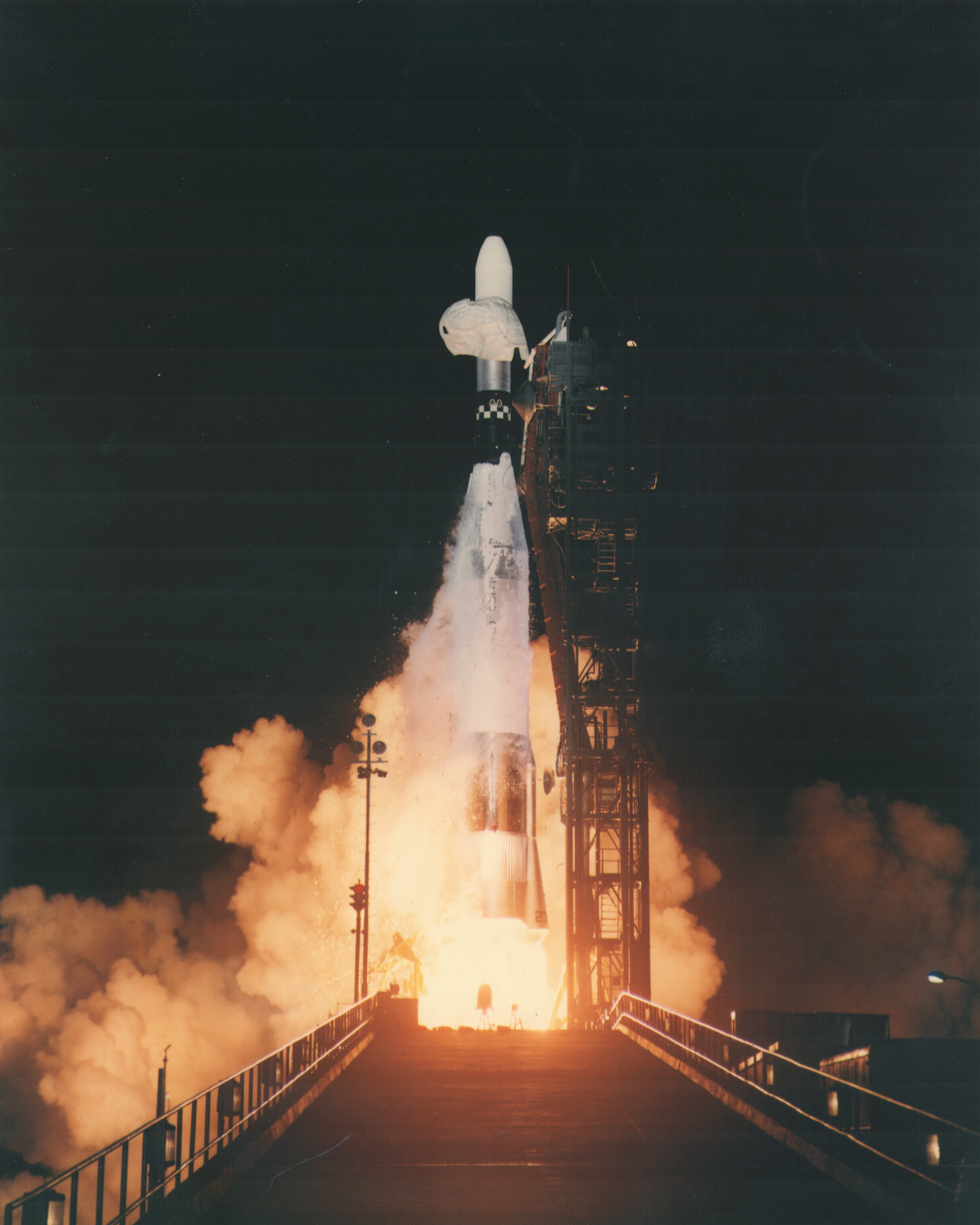
إقلاع مارينر 5 في 14 يونيو1967.

مارينر 5 (بالإنجليزية : Mariner 5) هو مسبار علمي أرسلته ناسا لاكتشاف كوكب الزهرة من ضمن سلسلة من البعثات الفضائية في برنامج مارينر. وكان المسبار مارينر 5 هو مسبار احطياطي، يماثل تصميمه إلى حد كبير تصميم المسبارين مارينر 3 ومارينر 4. وقد زوّد مارينر 5 بحاجز واق في قاعدته، واستطاعت ناسا تصغير فروع الألواح الشمسية التي تمدة بالكهرباء.
ويزن مارينر 5 نحو 245 كيلوجرام، ويبلغ عرض الألوح الشمسية نحو 5و5 متر، وارتفاعه 90و2 متر. وكان مارينر 5 يحمل نحو 16 كيلوجراما من الأجهزة العلمية، وهي لا تختلف كثيرا عن أجهزة كل من مارينر 3 ومارينر 4، إلا أن ناسا قامت بتعديلات على الكاميرا للتصوير في منطقة الأشعة فوق البنفسجية، كما أحكمت أجهزة الاتصال بين المسبار والأرض.

## الإقلاع
أقلع مارينر 5 يوم 14 يونيو 1967 من قاعدة كاب كانافيرال بفلوريدا من منصة الإقلاع
رقم 12 ووصل مساره الزهرة في 19 أكتوبر من نفس السنة حيث اقترب من الزهرة إلى بعد 3990 كيلومتر. واستطاع مارينر 5 بأجهزة المعدلة عن أجهزة مارينر 2 أن يبعث بنتائج أدق عن السحب الساخنة التي تغطي هذا الكوكب، ويصل درجة حرارتها نحو 490 درجة مئوية. كما قام بقياسات في الفضاء بين الكواكب.
وقد ساهمت قياساته التي أجراها بالموجات الراديوية في تفهم الحرارة والضغط التي كان المسبار السابق له فينيرا 4 قد أرسلها إلى الأرض. ومن خلال تلك البعثات أصبح من الواضح أن الغلاف الجوي للزهرة ساخن جدا وأن ذلك الجو كثيف أكثر من المتوقع.
انتهي أرسال مارينر 5 للمعلومات إلى الأرض في نوفمبر 1967 وأتخذ مدارا حول الشمس.